# Жан-Луи-Шарль д’Орлеан-Лонгвиль
Жан-Луи-Шарль д'Орлеан-Лонгвиль (фр. Jean-Louis-Charles d'Orléans-Longueville; 12 января 1646 — 2 апреля 1694) — французский аристократ, последний герцог де Лонгвиль (1663—1669, 1672—1694), принц де Шательайон, д’Нёвшатель, д’Оранж и д’Валенжен, герцог де Эстутвиль, граф де Сен-Поль, граф де Танкарвиль, пэр Франции.

## Биография
Сын Генриха д’Орлеана-Лонгвиля (1595—1663), 8-го герцога де Лонгвиля (1595—1663), от второго брака с Анной Женевьевой де Бурбон-Конде (1619—1679).
В мае 1663 года после смерти своего отца 17-летний Жан Луи Шарль Орлеанский унаследовал все его многочисленные титулы и обширные владения.
Поскольку современники считали его слабоумным, за опеку над Жаном-Луи (и его землями) вели спор его мать Анна Женевьева де Бурбон-Конде и старшая сестра Мария де Немур.
В 1668 году герцог Жан Луи Шарль де Лонгвиль составил завещание, по условиям которого он отказывался от всех владений и титулов в пользу своего младшего брата Шарля Париса и его будущих детей. В 1669 году герцог де Лонгвиль принял сан священника и стал с того времени известен под именем аббата д’Орлеана.
В 1672 года после гибели своего брата Шарля Париса во время войны с Голландией герцогский титул был возвращен бывшему аббату Жану Луи Шарлю д’Орлеан-Лонгвилю. В 1690 году во время своего путешествия в Италию его психическое здоровье еще сильнее ухудшилось, через 6 месяцев он был официально признан недееспособным и заключен в монастырь, где скончался в 1694 году.
После смерти последнего бездетного герцога де Лонгвиля многие из его французских титулов как выморочные вернулись к французской короне. Права на княжество Нёвшательское сразу же предъявила его единокровная сестра Мария Немурская, вступив из-за этого в конфликт с принцем Арманом де Бурбоном, принцем де Конти.